# Menjagrà blau meridional
El menjagrà blau meridional (Amaurospiza moesta) és una espècie d'ocell de la família dels cardinàlids (Cardinalidae). Es distribueix pel nord-est de l'Argentina, el sud-est del Brasil, i l'est del Paraguai. Habita en la Mata Atlàntica en zones baixes i muntanyes, fins als 1.600 metres; sobretot en zones on el bambú dels gèneres Chusquea i Guauda és abundant, encara que no depèn tant de les flors del bambú com el Sporophila falcirostris.